# Wilczkowo (jezioro w powiecie szczecineckim)
Wilczkowo – jezioro na Pojezierzu Drawskim, położone w województwie zachodniopomorskim, w powiecie szczecineckim, w granicach administracyjnych Szczecinka.

## Charakterystyka
Jezioro stanowi działkę nr 241, którą w całości włączono w granice miasta Szczecinek 1 stycznia 2010.
Zachodni i południowy brzeg jeziora stanowi granicę pomiędzy miastem i gminą wiejską. Wcześniej jezioro należało w całości do gminie wiejskiej Szczecinek.
W południowej części Wilczkowa znajduje się zalesiona wyspa. Na północny wschód od jeziora znajduje się jezioro Trzesiecko. Jeziora łączy ze sobą Mulisty Strumień.

## Dane morfometryczne
Powierzchnia zwierciadła wody według różnych źródeł wynosi od 91,5 ha przez 98,9 ha do 100,79 ha, przy objętości wody równej 3467,4 tys. m³.
Zwierciadło wody położone jest na wysokości 135,8 m n.p.m. lub 136,3 m n.p.m. Średnia głębokość jeziora wynosi 3,5 m, natomiast głębokość maksymalna 7,5 m.
W oparciu o badania przeprowadzone w 1986 roku wody jeziora zaliczono do III klasy czystości.